# Prepops rubrovittatus
Prepops rubrovittatus är en insektsart som först beskrevs av Carl Stål 1862.  Prepops rubrovittatus ingår i släktet Prepops och familjen ängsskinnbaggar. Inga underarter finns listade i Catalogue of Life.